# Chakufwa Chihana
Chakufwa Chihana (Mhuju, 23 de abril de 1939 - Johannesburgo, 12 de junio de 2006) fue un sindicalista, activista y político malauí que ejerció como segundo vicepresidente de Malaui entre 1994 y 1996, y nuevamente entre 2003 y 2004, en ambas ocasiones bajo el mandato del presidente Bakili Muluzi. Previamente fue un destacado dirigente del movimiento opositor clandestino al régimen totalitario de Hastings Kamuzu Banda (1964-1994) y jugó un papel clave en la transición de Malaui a la democracia multipartidista en la década de 1990. Su papel en la lucha por la democratización le valió ser considerado por sus partidarios como el «padre de la democracia malauí».
Tras la caída de la dictadura, Chihana fundó la Alianza por la Democracia (AFORD), partido fuertemente vinculado a los sectores intelectuales con sede en la región Norte del país. Sin embargo, se ganó una reputación de intransigencia política y agresividad discursiva que frustró su carrera en democracia. Fue candidato presidencial en las primeras elecciones libres en 1994, pero se ubicó en tercer lugar detrás de Banda y Muluzi. En las elecciones de 1999 fue compañero de fórmula de Gwanda Chakuamba en el marco de la Coalición de la Unidad con el Partido del Congreso de Malaui, fórmula que se ubicó en segundo lugar. Sus últimos años vieron el colapso del apoyo a la AFORD en sus bastiones del Norte en las elecciones de 2004. Chihana falleció en 2006, víctima de un tumor cerebral.

## Biografía

### Primeros años
Chihana nació en la aldea de Mhuju, Kawiluwilu, en la región norte de Nyasalandia (actual Malaui). Su padre falleció cuando era joven y fue criado por su madre, activista de las mujeres locales. Después de la secundaria, trabajó para el gobierno colonial y se integró activamente en el Sindicato General de Comercio, un sindicato con 4000 miembros. En 1958, se convirtió en secretario de publicidad y editor de revista del sindicato.
Al año siguiente, a los 21 años, fue nombrado secretario general del Sindicato. Participó activamente en campañas en las que participaron Ferrocarriles de Malaui y el Imperial Tobacco Group. Estudió en las universidades de Oslo y Dubrovnik y obtuvo una maestría en ciencias políticas en la Universidad de Bradford. Trabajó como profesor en la Universidad de Botsuana. En 1985, fue cofundador y secretario general del consejo coordinador sindical de África Austral.
Chihana se unió al Partido del Congreso de Malaui (MCP), partido anticolonial que encabezaba la oposición a la Federación de Rodesia y Nyasalandia y al dominio británico en Nyasalandia. A finales de 1963, la federación se derrumbó y Kamuzu Banda se convirtió en primer ministro del recién independizado Malaui. A medida que Banda comenzó a consolidar su poder tras su presidencia, Chihana continuó apoyando a los sindicatos independientes y la democracia política. Como resultado, Banda lo destituyó del MCP. Se le ordenó exiliarse en el interior y fue agredido. Escapó en secreto a Kenia, con la ayuda de un sacerdote católico. Continuó criticando a Kamuzu Banda en Kenia mientras trabajaba como asesor de la Federación del Trabajo de Kenia.

### Lucha contra el régimen de Banda
Fue disidente durante el gobierno del presidente Hastings Banda y, en consecuencia, pasó gran parte de las décadas de 1970 y 1980 detenido o en el exilio. Como líder sindical y activista prodemocracia, Chihana fue detenido tras su secuestro y posterior regreso del exilio de Kenia en 1970. Durante su condena de siete años, fue torturado y pasó cinco años en régimen de aislamiento. Presbiteriano, Chihana criticó posteriormente el silencio de la Iglesia tras su detención. Sin embargo, Amnistía Internacional lo declaró preso de conciencia y contribuyó decisivamente a su liberación.
Fue liberado en 1977, pero continuó protestando contra el régimen de partido único. En ese momento, viajó a Inglaterra para estudiar en el Nuffield College, Oxford. Continuó trabajando con sindicatos en el sur de África; en 1985, se convirtió en cofundador y secretario general del consejo coordinador de sindicatos del sur de África.
En 1992, regresó a Malawi para una «conferencia democrática». Allí calificó al partido de Banda de "un partido de muerte y oscuridad" y abogó por un sistema multipartidista. Tras el discurso, fue arrestado y condenado a dos años de prisión con trabajos forzados por sedición. Sin embargo, la presión continuó aumentando, y Banda accedió a un referéndum, celebrado el 17 de junio de 1993, en el que se rechazó rotundamente el gobierno de partido único. Chinana fue liberado cuatro días antes del referéndum, en parte gracias al vicepresidente estadounidense Al Gore, quien había convocado al embajador de Malaui a la Casa Blanca para protestar por la detención de Chihana y pedir la instauración de la democracia.

### Carrera en democracia
Chihana fue el fundador y líder del movimiento político Alianza para la Democracia, que se convirtió en partido político una vez que se legalizó establecer partidos políticos en Malaui. En las elecciones generales que siguieron, el MCP perdió el poder ante el Frente Democrático Unido (UDF) de Bakili Muluzi, y la AFORD quedó en tercer lugar. Irónicamente, a pesar de la prominencia de Chihana como líder de la democracia en Malaui, perdió las elecciones ante Muluzi. Muluzi se convirtió en el primer presidente de Malaui elegido democráticamente, pero llegó a un acuerdo con Chihana para formar un gobierno de coalición.
Chihana fue segundo vicepresidente de Malaui (una figura constitucional que permitía el nombramiento de un «segundo vicepresidente» en el marco de un gobierno de coalición) bajo la presidencia de Bakili Muluzi de 1994 a 1996 y nuevamente de 2003 a 2004. El último período vio el declive político de AFORD bajo su liderazgo, reduciéndose a solo dos escaños en el parlamento de 193 escaños en 2006. Chihana también entró en una disputa dañina con la presbiteriana Iglesia de África Central, advirtiéndoles que se mantuvieran fuera de la política.

### Fallecimiento
Chihana murió después de una operación de tumor cerebral en Johannesburgo, Sudáfrica, el 12 de junio de 2006 a la edad de 67 años. Recibió un funeral de estado. Le sobrevivieron su esposa Christina Chihana, su hijo Enoch Chihana, y dos hijas, Nina y Tawonga.